# Уошберн, Мэри
Мэри Трейнор Уошберн (в замужестве — Конклин; англ. Mary Trainor Washburn (Conklin); 4 августа 1907, Хадсон-Фолс, Нью-Йорк — 2 февраля 1994, Уэймут, Массачусетс) — американская легкоатлетка, выступавшая в беге на короткие дистанции. Серебряный призёр летних Олимпийских игр 1928 года.

## Биография
Мэри Уошберн родилась 4 августа 1907 года в американской деревне Гудзон-Фоллз.
Выступала в легкоатлетических соревнованиях за нью-йоркский «Миллроуз».
В 1928 году заняла 4-е место в беге на 100 метров на национальном олимпийском отборе.
В том же году вошла в состав сборной США на летних Олимпийских играх в Амстердаме. В беге на 100 метров заняла в четвертьфинале 2-е место с результатом 12,8 секунды, в полуфинале — 5-е. В эстафете 4х100 метров команда США, за которую также выступали Джесси Кросс, Лоретта Макнил и Бетти Робинсон, в полуфинале заняла 1-е место (49,8), в финале завоевала серебро (48,8), уступив 0,4 секунды выигравшей титул с мировым рекордом сборной Канады.
Умерла 2 февраля 1994 года в американском городе Уэймут в штате Массачусетс.

## Личный рекорд
- Бег на 100 метров — 12,4 (1929)[1]